# 池田城久
池田 城久（いけだ しろひさ、1955年（昭和30年） - 1984年（昭和59年）10月3日）は、日本の教育者。創価大学職員。創価学会第3代会長の池田大作の次男。

## 経歴
東京都出身。池田大作と池田香峯子の次男として生まれる。成蹊中学校・成蹊高等学校を卒業し、創価大学に入学。
創価大学を卒業後は大学本部の職員を務め、創価学会の教育者として大学教育に尽力した。
1984年（昭和59年）10月3日、胃穿孔のために死去。享年30。

## 親族
- 父親：池田大作（創価学会名誉会長）
- 母親：池田香峯子（ビジャ・マリア大学名誉教授）
  - 兄：池田博正（創価学会主任副会長）
  - 弟：池田尊弘（創価学園主事）